# Симптоми B
Симптоми B (бі) це загальні (системні) симптоми, які можуть бути пов'язані як з лімфомою Ходжкіна, так і з неходжкінською лімфомою: гарячка, нічна пітливість та втрата ваги. Наявність або відсутність симптомів B має прогностичне значення і впливає на визначення стадії цих лімфом.

## Опис і номенклатура
Симптоми B називаються так, тому що стадія лімфом за класифікацією Анн-Арбор включає як цифру (I—IV), так і букву (A або B). «А» вказує на відсутність загальних симптомів, а «В» — на їх наявність.
Симптоми B:
- Гарячка вище 38 °C. Гарячка Пеля-Ебштейна, класична переміжна гарячка, пов'язана з хворобою Ходжкіна, виникає через різні інтервали від кількох днів до кількох тижнів і триває 1-2 тижні, перш ніж зникає. Однак гарячка, пов'язана з лімфомою, може мати практично будь-який характер.
- Рясне потовиділення, особливо вночі.
- Втрата ваги >10 % від нормальної маси тіла протягом 6 місяців або менше (якщо не було навмисного обмеження дієти або збільшення енергетичних витрат).

## Прогностичне значення
Наявність симптомів В є маркером більш прогресуючого захворювання із системним, а не лише місцевим ураженням. Симптоми В є явним негативним прогностичним фактором при лімфомі Ходжкіна. Значення симптомів В при неходжкінській лімфомі менш зрозуміла, хоча вони, як правило, корелюють із більш поширеним захворюванням або із захворюванням із вищим гістологічним ступенем (ознака вищої злоякісності).

### Відносна важливість специфічних симптомів В
Було припущено, що при лімфомі Ходжкіна гарячка і втрата ваги є набагато більш прогностично значущими, ніж нічна пітливість. При дослідженні однієї вибірки пацієнтів з ранньою стадією хвороби Ходжкіна наявність або відсутність нічної пітливості не вплинуло на швидкість одужання та результат. Однак гарячка та втрата ваги мали виражений негативний вплив на одуження та виживаність, незалежно від методу лікування.

## «Симптоми B» при інших захворюваннях
Подібні загальні симптоми можуть бути виявлені при неракових станах, таких як туберкульоз та різні запальні або ревматологічні стани. У цих умовах термін «симптоми B» іноді в розмовній мові використовується для позначення таких системних або конституційних симптомів. Однак у чистому сенсі термін «симптоми B» обмежується позначенням стадії лімфоми. Також використання цього терміна спостерігається при описі хронічного лімфолейкозу, лімфомі Беркітта.